# Mia Hansen-Løve
Mia Hansen-Løve (født 15. februar 1981 i Paris) er en fransk filminstruktør.

## Biografi
Mia Hansen-Løve er født i Paris 5. arrondissement, som barn af to filosofilærere, Laurence og Ole Hansen-Løve. Hendes danskklingende navn stammer fra hendes danske farfar.
Hun fik sin første filmrolle i 1998 i filmen Fin août, début septembre af Olivier Assayas, senere havde hun også en rolle i en anden af Assayas film Les Destinées sentimentales i 2000. I 2001 startede hun på teaterskole, som hun forlod i 2003. Herefter læste hun tysk på Sorbonne, med dansk som sidefag. Hendes første film som instruktør var kortfilmen Après mûre réflexion fra 2003.

## Filmografi

### Skuespiller
| År   | Titel                       | Rolle |
| ---- | --------------------------- | ----- |
| 2000 | Les Destinées sentimentales | Aline |
| 1998 | Fin août, début septembre   | Véra  |

### Instruktør
| År   | Titel                           |
| ---- | ------------------------------- |
| 2016 | Dagen i morgen                  |
| 2014 | Eden                            |
| 2010 | Un amour de jeunesse            |
| 2009 | Le Père de mes enfants          |
| 2007 | Tout est pardonné               |
| 2004 | Après mûre réflexion (kortfilm) |

## Udmærkelser
- 2016 Sølvbjørnen for filmen L'avenir